# Température limite de filtrabilité

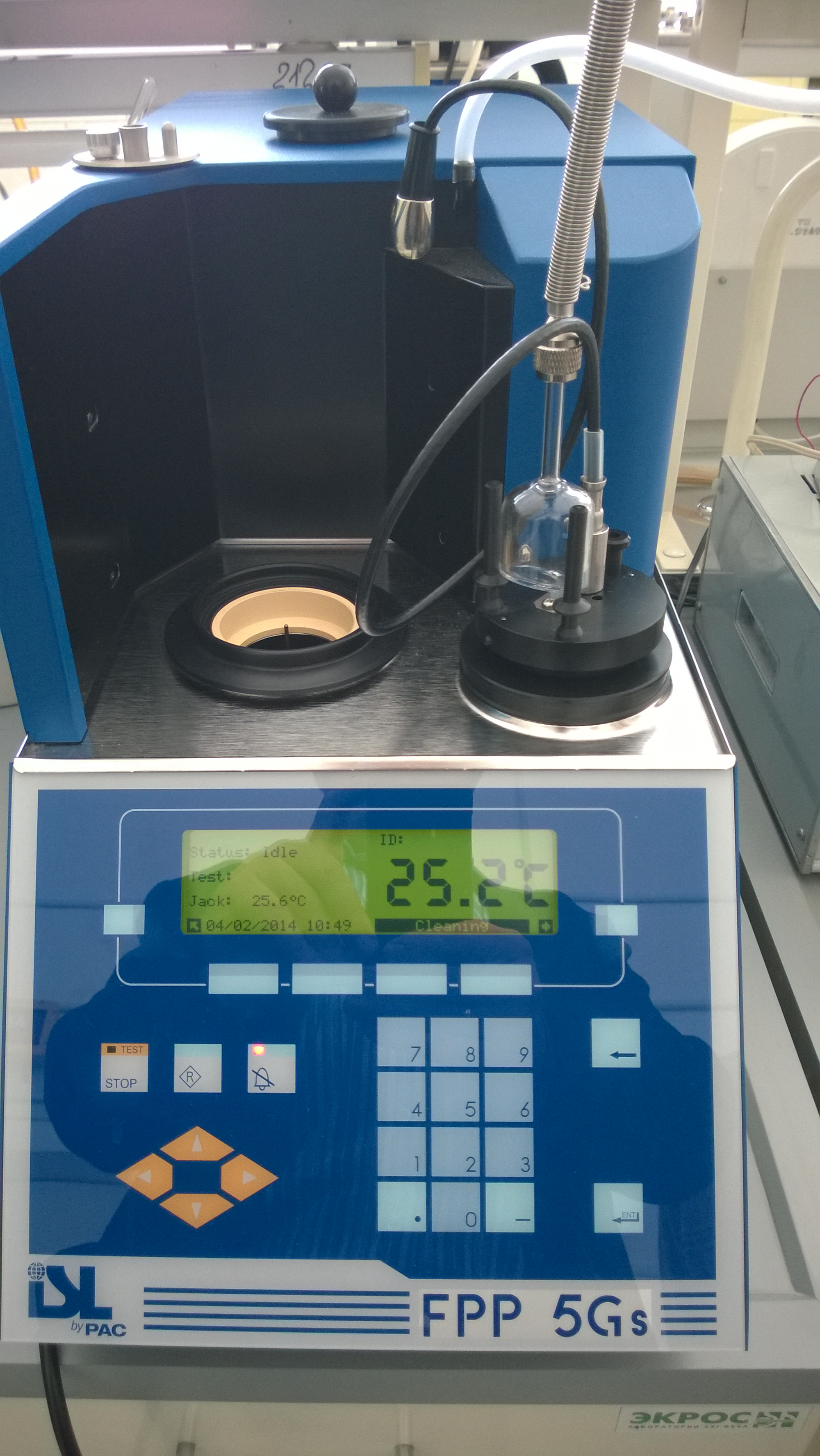
Thermomètre automatique de limite de filtrabilité ISL FPP 5Gs avec cryostat intégré.

La température limite de filtrabilité (TLF) est la température minimale pour laquelle un volume déterminé de combustibles pour moteurs Diesel ou pour installations de chauffage domestique traverse, en un temps limite, un appareil de filtration bien défini. 
L'essai de détermination de cette température consiste à faire passer l'échantillon à travers un filtre en le refroidissant progressivement jusqu'à la perte des bonnes caractéristiques de filtrabilité,.

## Contexte
Avant de pénétrer dans la pompe à injection des moteurs ou du chauffage, les combustibles tel que le gazole doivent être capables de traverser un filtre à porosité de quelques micromètres sinon le fonctionnement de la pompe risquerait d’être perturbé par des impuretés et des particules en suspension dans le liquide. Elles peuvent aussi être perturbées par des cristaux formés à faibles températures par certains hydrocarbures paraffiniques présents dans ces combustibles. 
Pour contrôler la fluidité et la limpidité à froid des combustibles, plusieurs propriétés peuvent être déterminées :
- le point de trouble ;
- le point d'écoulement ;
- la température limite de filtrabilité.

## Classement
Dans les régions à climat tempéré d’Europe, il existe six types de gazole en fonction de leur TLF, la France en utilise trois :
| Classe | TLF (°C) | Classe utilisée en France           |
| ------ | -------- | ----------------------------------- |
| A      | +5       | Non                                 |
| B      | 0        | Entre le 1er avril et le 31 octobre |
| C      | -5       | Non                                 |
| D      | -10      | Non                                 |
| E      | -15      | Entre le 1er novembre et le 31 mars |
| F      | -20      | Périodes de grand froid             |

Dans les régions à climat polaire, la TLF peut aller jusqu'à −44 °C.

## Amélioration
Pour améliorer la TLF d'un combustible, il est possible de :
- réduire son point final de distillation ;
- réduire son point initial de distillation ;
- utiliser des fractions plus naphténiques et aromatiques que paraffiniques ;
- ajouter des additifs fluidisants.